# General Atomics
General Atomics - американська компанія, заснована в 1955 році, що спеціалізується на розробці, виробництві та інтеграції аерокосмічної техніки, ядерних реакторів, радіоактивних матеріалів та оборонних систем. Головний офіс компанії знаходиться в місті Сан-Дієго, штат Каліфорнія, США.
1. ↑  SIPRI Arms Industry Database — Стокгольмський інститут дослідження проблем миру.